# Jacques Fouré
Jacques Fouré (né en 1515 à Mainvilliers et mort à Mâcon le 20 janvier 1578) est un dominicain français qui fut évêque de Chalon de 1573 à  1578.

## Biographie
Jacques Fouré est originaire du village de Mainvilliers près de Chartres. Devenu dominicain à Chartres, il est envoyé à l'université de Paris poursuivre ses études et obtient un doctorat. Il est d'abord prieur de son couvent puis provincial de la Province de France. Devenu le prédicateur de la reine Catherine de Médicis et des rois de France François II et Charles IX, il est nommé à l'évêché de Chalon en 1573 et consacré l'année suivante dans l'église du couvent des Jacobins de la rue Saint-Jacques à Paris par l'évêque de Meaux.
Il laisse peu de souvenir de son passage sur le siège épiscopal. Après sa mort inopinée à Mâcon en janvier 1578 à l'âge de 63 ans, il a comme successeur Pontus de Thyard. Il est inhumé dans un tombeau dans la nef collatérale gauche de la cathédrale Saint-Vincent de Chalon-sur-Saône et conformément à sa demande son cœur est envoyé dans l'église de son couvent.

## Armoiries
Les armoiries de sa famille portent  d'argent à trois flammes de gueules  et une étoile d'azur en chef.